# Bótárhnjúkur
Bótárhnjúkur är en bergstopp i republiken Island. Den ligger i regionen Austurland, 300 km öster om huvudstaden Reykjavík. Toppen på Bótárhnjúkur är 934 meter över havet.
Trakten runt Bótárhnjúkur är nära nog obefolkad, med mindre än två invånare per kvadratkilometer. Det finns inga samhällen i närheten. Trakten runt Bótárhnjúkur består i huvudsak av gräsmarker.